# Максимовка (Сандыктауский район)
Максимовка (каз. Максимовка) — село в Сандыктауском районе Акмолинской области Казахстана. Административный центр Максимовского сельского округа. Код КАТО — 116451100.

## География
Село расположено в центральной части района на берегу реки Жабай, в 17 км на юго-запад от центра района села Балкашино.

### Улицы[2][3]
- ул. Жумабек Ташенев,
- ул. Мустафа Шокай,
- ул. Нурлы жол,
- ул. Окжетпес.

### Ближайшие населённые пункты
- село Владимировка в 8 км на юге,
- село Петровка в 10 км на северо-востоке,
- село Богословка в 12 км на востоке,
- село Бастримовка в 13 км на северо-западе,
- село Жиланды в 14 км на западе.

## Население
В 1989 году население села составляло 1519 человек (из них русских 49%, немцев 42%).
В 1999 году население села составляло 1268 человек (624 мужчины и 644 женщины). По данным переписи 2009 года, в селе проживали 1072 человека (498 мужчин и 574 женщины).
| Численность населения | Численность населения | Численность населения |
| 1989                  | 1999                  | 2009                  |
| --------------------- | --------------------- | --------------------- |
| 1519                  | ↘1268                 | ↘1072                 |

## Религия
Максимовка административно относится к Кокшетаускому городскому благочинению Кокшетауской и Акмолинской епархии Казахстанского митрополичьего округа Русской православной церкви (МП).
- Свято-Никольская церковь

## Известные жители и уроженцы
- Колбасов, Николай Илларионович (1911—1943) — Герой Советского Союза;
- Терёхин, Иван Дмитриевич (1922 — ?) — Герой Советского Союза;
- Уткин, Сергей Андреевич (1908 — ?) — Герой Социалистического Труда.
- Фомичёв, Александр Ильич (1923—1978) — Герой Социалистического Труда.